# Théorème de Rellich
Le théorème de Rellich-Kondrachov est un théorème d'analyse, la branche des mathématiques qui est constituée du calcul différentiel et intégral et des domaines associés.

## Énoncé
Si {\displaystyle \Omega } est un ouvert borné de classe de régularité {\displaystyle C^{1}}, alors de toute suite bornée de {\displaystyle H^{1}(\Omega )} on peut extraire une sous-suite convergente dans {\displaystyle \mathrm {L} ^{2}(\Omega )} (on dit que l'injection canonique de {\displaystyle H^{1}(\Omega )} dans {\displaystyle \mathrm {L} ^{2}(\Omega )} est compacte).

## Remarques
On se place dans {\displaystyle \Omega \subset \mathbb {R} ^{n}}.
{\displaystyle H^{1}(\Omega )} désigne un espace de Sobolev.
{\displaystyle \mathrm {L} ^{2}(\Omega )} désigne un espace Lp avec p = 2.
Le caractère {\displaystyle C^{1}} de {\displaystyle \Omega } a un sens particulier : il s'agit de la régularité du bord.
L'inclusion de {\displaystyle H^{1}(\mathbb {R} ^{n})} dans {\displaystyle \mathrm {L} ^{2}(\mathbb {R} ^{n})} n'est pas, elle, compacte. 
Certains auteurs utilisent le nom de "théorème de Rellich-Kondrachov" pour le théorème de prolongement de Sobolev qui généralise celui de cet article.

## Démonstration
La preuve se base sur le théorème de Fréchet-Kolmogorov qui caractérise les sous-ensembles relativement compacts de {\displaystyle L^{p}(\mathbb {R} ^{n})}.

## Applications
Rappelons que {\displaystyle H^{1}(\Omega )}  est un espace de Hilbert lorsque muni du produit hermitien suivant :
{\displaystyle (u,v)\mapsto \int _{\Omega }\nabla u\cdot \nabla {\overline {v}}+\int _{\Omega }u{\overline {v}}}
(où {\displaystyle \nabla } dénote le gradient, {\displaystyle a\cdot b} le produit scalaire usuel entre {\displaystyle a,b\in \mathbb {R} ^{n}}  et {\displaystyle {\overline {}}}  dénote le complexe conjugé).
Dès lors, comme toute suite faiblement convergente est bornée, le théorème de Rellich implique que toute suite faiblement convergente dans {\displaystyle H^{1}(\Omega )} possède une sous-suite qui converge fortement dans {\displaystyle L^{2}(\Omega )}  (autrement dit, qui converge pour la topologie induite par la norme {\displaystyle L^{2}}  sur {\displaystyle \Omega }).
En outre, le théorème de Rellich–Kondrachov peut être utilisé pour prouver l'inégalité de Poincaré.